# Three Hills

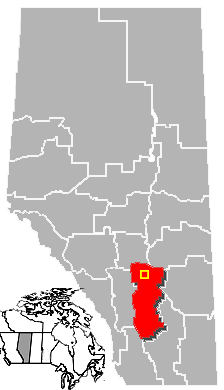
Localização de Three Hills em Alberta.

Three Hills é um município canadense da província de Alberta. Sua população, em 2005, era de 3.554 habitantes.